# Tacciana Isaczenka
Tacciana Mikałajeuna Isaczenka (biał. Таццяна Мікалаеўна Ісачэнка, ros. Татьяна Николаевна Исаченко, Tatjana Nikołajewna Isaczenko; ur. 7 października 1957 w Mohylewie) – białoruska inżynier mechanik, działaczka związków zawodowych i polityk, w latach 2008–2012 deputowana do Izby Reprezentantów Zgromadzenia Narodowego Republiki Białorusi IV kadencji.

## Życiorys
Urodziła się 7 października 1957 roku w mieście Mohylew w Białoruskiej SRR, ZSRR. Ukończyła Mohylewski Instytut Budowy Maszyn, uzyskując wykształcenie inżyniera mechanika i Moskiewski Współczesny Instytut Humanitarny, uzyskując wykształcenie bakałarza orzecznictwa. Pracowała jako kreślarka w mohylewskiej filii instytutu projektowego „Mogilewgradanprojekt”, starsza technik, inżynier Mohylewskiego Projektowo-Konstruktorskiego Technologicznego Instytutu Środków Automatyzacji i Mechanizacji, inżynier organizacji pracy Mohylewskiego Zakładu Budowy Wind, instruktorka wydziału pracy produkcyjnej i płacy obwodowej Rady Związków Zawodowych, główna specjalistka Komisji ds. Pracy, Płacy, Kwestii Socjalnych i Prawnych, kierownik wydziału pracy socjalno-ekonomicznej i prawnej obwodowego zrzeszenia związków zawodowych, zastępczyni naczelnika wydziału planowo-ekonomicznego Republikańskiego Unitarnego Przedsiębiorstwa „Mogilewobłgaz”, zastępczyni przewodniczącego Mohylewskiego Obwodowego Zrzeszenia Związku Zawodowych. Pełniła funkcję deputowanej do Mohylewskiej Obwodowej Rady Deputowanych XXV kadencji.
27 października 2008 roku została deputowaną do Izby Reprezentantów Zgromadzenia Narodowego Republiki Białorusi IV kadencji z Mohylewskiego-Październikowego Okręgu Wyborczego Nr 86. Pełniła w niej funkcję członkini Stałej Komisji ds. Budownictwa Państwowego, Samorządu Lokalnego i Przepisów. Od 13 listopada 2008 roku była członkinią Narodowej Grupy Republiki Białorusi w Unii Międzyparlamentarnej.

## Życie prywatne
Tacciana Isaczenka ma córkę.